# India Martínez
Jennifer Jessica Martínez Fernández (Córdoba, 13 de octubre de 1985) más conocida como India Martínez, es una cantante y compositora española.

## Carrera

### 1998-2008: inicios artísticos
Su primera actuación fue en 1998 en el programa televisivo Veo, veo, presentado por Teresa Rabal, donde quedó como una de las finalistas. En el año 2000 obtuvo un premio como finalista y el Premio Especial a la Joven Promesa en un concurso de esta localidad de canción española. En 2001, fruto de su participación en un certamen de tarantos y tarantas y en el I Certamen de Flamenco Entre Quejíos y Pitas celebrado en San José (Almería) obtuvo el premio a la mejor actuación y el premio especial del público, así como una beca por parte de la fundación Cristina Heeren para aprender flamenco en Sevilla. Al año siguiente recibió una invitación para actuar en el IV Encuentro de Peñas Flamencas de Almería, celebrado en el Hotel Playadulce de Roquetas de Mar, donde compartió escenario con Triana Pura, y en la II Noche Flamenca de Roquetas de Mar.
En 2002, como parte de los premios recibidos en el I Certamen de Flamenco Entre Quejíos y Pitas, celebrado en San José (Almería), grabó un disco con el resto de los ganadores.
En 2003 firmó un contrato con La Voz del Sur, con la que lanzó su primer álbum Azulejos de lunares en 2004. Este primer disco contenía interpretaciones con varias modificaciones musicales de los boleros clásicos y tangos de José María Cortina.

### 2009-2010:Despertar
En 2009 fue nominada en los premios Grammy latinos en la categoría de nueva mejor artista. En su segundo álbum, Despertar, que salió en 2009, fusiona todos los palos del flamenco y gracias a él consiguió una nominación a Mejor Nuevo Artista en los premios Grammy Latinos de ese mismo año. 
En este álbum la cantante recuerda a su abuelo fallecido y le rinde homenaje: El recuerdo a su abuelo se puede escuchar en dos temas de su segundo trabajo discográfico; concretamente, la cantante versiona la canción de Antonio Molina, «Adiós a España», porque le gustaba mucho y en La voz de un marinero.

### 2011-2012:Trece verdadesyOtras verdades
En 2011 lanzó su tercer disco Trece verdades: con la canción «Vencer al amor», primer sencillo de este nuevo álbum. La canción alcanzó el disco de oro en España. Su álbum consiguió 48 semanas seguidas en los puestos altos de la lista de los más vendidos en España. De este álbum también destacó la canción «90 minutos» y su videoclip dirigido por Charly Prada.
Un año más tarde, en 2012, salió al mercado el álbum Otras verdades, que dispone de sus versiones propias de canciones de artistas conocidos como Luis Fonsi o Camila. Este  también se reconoció como disco de platino y también fue nominado en los Grammy Latinos en la categoría de mejor álbum pop vocal tradicional.

### 2013-2016:Camino de la buena suerte, DualyTe cuento un secreto
En 2013 salió su álbum Camino de la buena suerte, que fue disco de oro.
En 2014, Dual, recopiló duetos con artistas nacionales e internacionales como David Bisbal con «Olvidé respirar», Enrique Iglesias con «Loco» o Abel Pintos con «Corazón hambriento», entre otros.
En 2016 lanzó su séptimo álbum titulado Te cuento un secreto, donde colabora Prince Royce, que se colocó en el número 1 de los más vendidos de España en su primera semana y que llegó a ser disco de oro.

### Desde 2018: descubrimiento arqueológico yPalmeras
El domingo 24 de junio de 2018 encontró en la localidad sevillana de Dos Hermanas, mientras hacía deporte, lo que todos los indicios apuntan a que se trata de un busto de una diosa egipcia del siglo II, cuyas fotografías envió a una amiga arqueóloga que le confirmó que podía tener importancia histórica.
El primer sencillo de su siguiente álbum fue «La gitana», publicado en mayo de 2019,  cuenta con un videoclip grabado en el barrio las palmeras, ciudad de Córdoba. El segundo sencillo «Conmigo», salió en octubre de 2019. El 25 de octubre de ese año, lanzó Palmeras su octavo álbum de estudio.

## Discografía
- 2004: Azulejos de lunares
- 2009: Despertar
- 2011: Trece verdades
- 2012: Otras verdades
- 2013: Camino de la buena suerte
- 2014: Dual
- 2016: Te cuento un secreto
- 2019: Palmeras
- 2022: Nuestro mundo
- 2025: Aguachile

## Giras musicales
- 2005: Gira Azulejos de lunares
- 2010: Gira Despertar
- 2012: Gira Trece Verdades
- 2013: Gira Otras Verdades
- 2014-2015: Gira Camino de la Buena Suerte
- 2016: Gira Verano.
- 2017-2018: Tour Secreto
- 2019-2022: Palmeras Tour
- 2022: 90 Minutos+ Tour
- 2023-2024: Nuestro Mundo Tour

## Filmografía

### Programas de televisión

#### Como fija
| Año           | Programa          | Canal     | Notas                 |
| ------------- | ----------------- | --------- | --------------------- |
| 1998          | Veo veo           | Canal Sur | Concursante/Finalista |
| 2017          | La Voz Kids       | Telecinco | Asesora               |
| 2019-presente | Tierra de talento | Canal Sur | Jurado                |

#### Como invitada
| Año           | Programa                | Canal      | Notas                     |
| ------------- | ----------------------- | ---------- | ------------------------- |
| 2012          | Ahora, Marta            | Telemadrid | 1 programa                |
| 2014          | Tu cara me suena mini   | Antena 3   | 1 programa                |
| 2014-2017     | ¡Qué tiempo tan feliz!  | Telecinco  | Varios programas          |
| 2015          | Levántate               | Telecinco  | 1 programa                |
| 2016-presente | El hormiguero           | Antena 3   | Varios programas          |
| 2016-presente | Zapeando                | La Sexta   | Varios programas          |
| 2017          | Gente maravillosa       | Canal Sur  | 1 programa                |
| 2017          | Tu cara me suena        | Antena 3   | Varios programas          |
| 2017-2018     | Operación Triunfo       | La 1       | Varios programas          |
| 2018          | Planeta Calleja         | Cuatro     | 1 programa                |
| 2018-presente | Viva la vida            | Telecinco  | Varios programas          |
| 2019          | Mi casa es la tuya      | Telecinco  | 1 programa                |
| 2019          | Mi gran noche           | Canal Sur  | Programa especial Navidad |
| 2020          | Prodigios               | La 1       | 1 programa                |
| 2020          | El programa de Ana Rosa | Telecinco  | 1 programa                |
| 2020          | La resistencia          | #0         | 1 programa                |
| 2020          | El show de Bertín       | Canal Sur  | 1 programa                |
| 2022          | La resistencia          | #0         | 1 programa                |

### Series de televisión
| Año  | Serie  | Canal   | Personaje | Notas      |
| ---- | ------ | ------- | --------- | ---------- |
| 2021 | Jaguar | Netflix | Cantante  | 1 episodio |

## Premios, reconocimientos y distinciones
- Premio Especial II Noche Flamenca de Roquetas de Mar: 2000.[3]
- II Concurso de Saetas de Roquetas de Mar: Finalista (2001)[3]
- I Certamen de Flamenco Entre Quejíos y Pitas en San José (Almería): Premio a la mejor actuación y Premio especial del público. (2002)[3]
- Premio Dial: 2011 (Artista Revelación), [13] 2013,[14] 2017.[15]
- Goya a la mejor canción original: 2015.[16]
- Medalla de Andalucía: 2017.[17]
- Premio Dial Tenerife: 2024.[18]

Varias nominaciones en los Grammy Latinos: Mejor Nuevo Artista, Mejor Ingeniería de Grabación en 2009 con su segundo álbum Despertar, y una como Mejor Álbum Pop Vocal Tradicional con su cuarto álbum Otras verdades en 2013.